# Universitätsklinikum Tulln

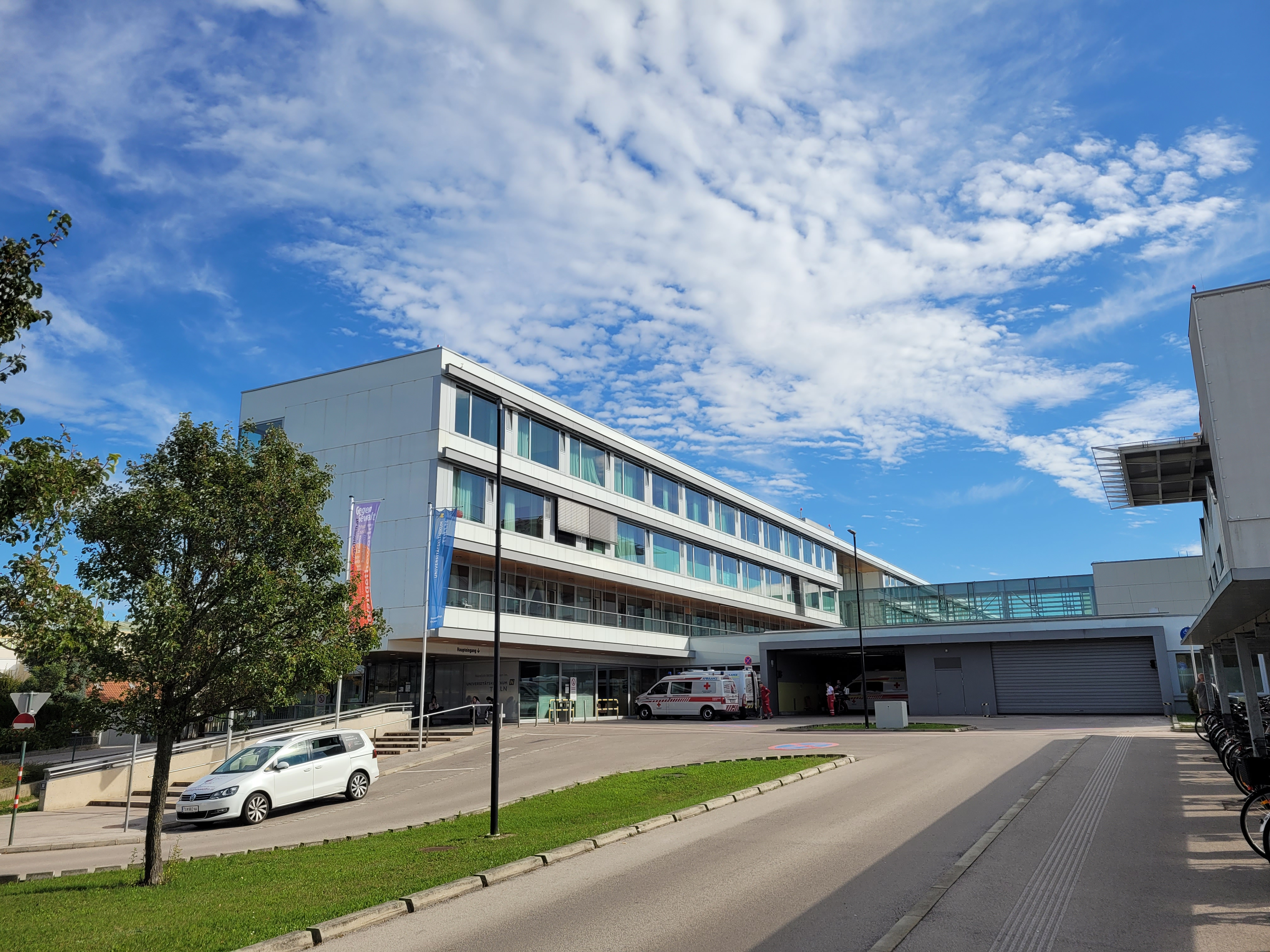
Universitätsklinikum Tulln

Das Universitätsklinikum Tulln ist ein Krankenhaus in Tulln an der Donau, Niederösterreich, und wird von der Niederösterreichischen Landesgesundheitsagentur geführt. Es befindet sich am Alten Ziegelweg 10 im Südosten der Stadt. Das Klinikum ist mit neun Klinischen Abteilungen und einem Klinischen Institut für Radiologie eine wichtige regionale Gesundheitseinrichtung. Es verfügt über ca. 450 Betten und beschäftigt rund 1.100 Mitarbeiter. Der Standort Tulln ist Teil der Region NÖ Mitte, die größte der fünf Versorgungsregionen in Niederösterreich. Als Lehrkrankenhaus der Medizinischen Universität Wien und der IMC Krems hat das Klinikum einen hohen Stellenwert für Ausbildung und Forschung und bildet zusammen mit dem Universitätsklinikum Krems (ca. 460 Betten) und dem Universitätsklinikum St. Pölten (ca. 1140 Betten) die Universitätskliniken der 2013 gegründeten, in Krems an der Donau angesiedelten Karl Landsteiner Privatuniversität für Gesundheitswissenschaften.

## Geschichte
Ein Bürgerspital und Lazarett sind im 14. Jh. erstmals urkundlich belegt. 2002 wurde die Zusammenführung der Landesnervenklinik Gugging und des Donauklinikums Tulln beschlossen. 2005–2007 wurden in Tulln Neu- und Umbauten durchgeführt. 2007 wurde der Standort Gugging nach Tulln bzw. Baden übersiedelt. Seit 2013 bildet das zuvorige Landesklinikum Tulln unter dem Namen Universitätsklinikum Tulln zusammen mit dem Universitätsklinikum Krems und dem Universitätsklinikum St. Pölten die Universitätskliniken der damals gegründeten, in Krems an der Donau angesiedelten Karl Landsteiner Privatuniversität für Gesundheitswissenschaften.

## Organisation
Rechtsträger des Universitätsklinikums Tulln ist die Niederösterreichische Landesgesundheitsagentur.
Die Klinikleitung für das Universitätsklinikum Tulln setzt sich aus der kollegialen Führung zusammen:
- Ärztlicher Direktor: Herbert Huscsava
- Pflegedirektorin: Cornelia Palmetzhofer
- Kaufmännischer Direktor: Andreas Mikl

### Abteilungen und Institute
Am Universitätsklinikum Tulln stehen neun Abteilungen und ein klinisches Institut zur Verfügung:
- Anästhesie und Intensivmedizin
- Chirurgie
- Frauenheilkunde und Geburtshilfe
- Innere Medizin
- Kinder- und Jugendpsychiatrie und -psychotherapie
- Kinder- und Jugendheilkunde
- Neurologie
- Psychiatrie und psychotherapeutische Medizin
- Orthopädie und Traumatologie
- Klinisches Institut für Radiologie

### Ambulanzen
Am Universitätsklinikum Tulln stehen neun Gruppen von Ambulanzen zur Verfügung:
- Anästhesie-Ambulanz
- Chirurgische Ambulanz
- Gynäkologische Ambulanz
- Ambulanz für Innere Medizin
- Ambulanz für Kinder- und Jugendpsychiatrie und -psychotherapie
- Allgemeine Kinder- und Jugendambulanz
- Allgemeine Ambulanzen und Spezialambulanzen der neurologischen Abteilung
- Schmerzambulanz
- Unfallchirurgische Ambulanz

### Weitere Einrichtungen
Die Schule für Gesundheits- und Krankenpflege Tulln ist ebenfalls am Universitätsklinikum Tulln angesiedelt.

## Weblink
- Offizielle Website